# Roger Ribadeau Dumas
Pour les articles homonymes, voir Roger Dumas (homonymie), Ribadeau-Dumas et Dumas.
Roger Ribadeau Dumas, né Ribadeau Dumas le 15 juillet 1910 au Chesnay et mort le 28 mai 1982 à Agadir (Maroc), est un homme politique français. Il est maire de Valence de 1971 à 1977.

## Biographie
Fils d'André Ribadeau Dumas et de Camille Champetier de Ribes, il est le filleul d'Auguste Champetier de Ribes. Après des études au lycée Louis-le-Grand, il rejoint la faculté de droit de Paris. Il y obtient un diplôme d’études supérieures d’économie politique et de droit public. Au début des années 1930, il est membre de la conférence Olivaint dont il devient vice-président en 1931-32. Il a le projet d'un livre en 1935 sur la décolonisation avec Robert Buron, projet qui ne verra pas le jour. Il travaille ensuite comme directeur d'agence à la Banque nationale pour le commerce et l’industrie de 1934 à 1940.
Mobilisé, il retourne à la vie civile en travaillant dans l’industrie du cinéma. Il devient sous l'autorité de Robert Buron en 1941 secrétaire adjoint du Comité d'organisation de l'industrie cinématographique, créé par le gouvernement de Vichy. Il devient producteur de cinéma, avec la création de la société de production la Société des moulins d'or qu'il liquide en 1945. Il rédige les scénarios, la production et la coproduction de plusieurs films
De 1945 à mai 1948, il est le gestionnaire de l’hebdomadaire La Semaine économique et financière. En 1949, il est directeur et gestionnaire de la société Écrans des jeunes. Il échoue aux élections législatives de 1958 sous l'étiquette Union pour la nouvelle République (UNR) dans la Drôme. Il est élu en 1962 dans la même circonscription.
Il est décédé accidentellement à Agadir, où il séjournait en vacances. Il est l’auteur du livre Une certaine idée de la France, Clemenceau édité en 1979.

## Détail des fonctions et des mandats
Mandats locaux
- 1953 - 1959 : maire de Saint-Antoine-du-Rocher
- 1971 - 1977 : maire de  Valence
- 1973 - 1979 : conseiller général du canton de Neuillé-Pont-Pierre

Mandats parlementaires
- 26 avril 1959 - 26 septembre 1965 : député de la 1re circonscription de la Drôme
- 26 septembre 1965 - 1er octobre 1974 : député de la 1re circonscription de la Drôme
- 26 septembre 1965 - 1er octobre 1974 : député de la 1re circonscription de la Drôme
- 26 septembre 1965 - 1er octobre 1974 : député de la 1re circonscription de la Drôme